# 八女投江

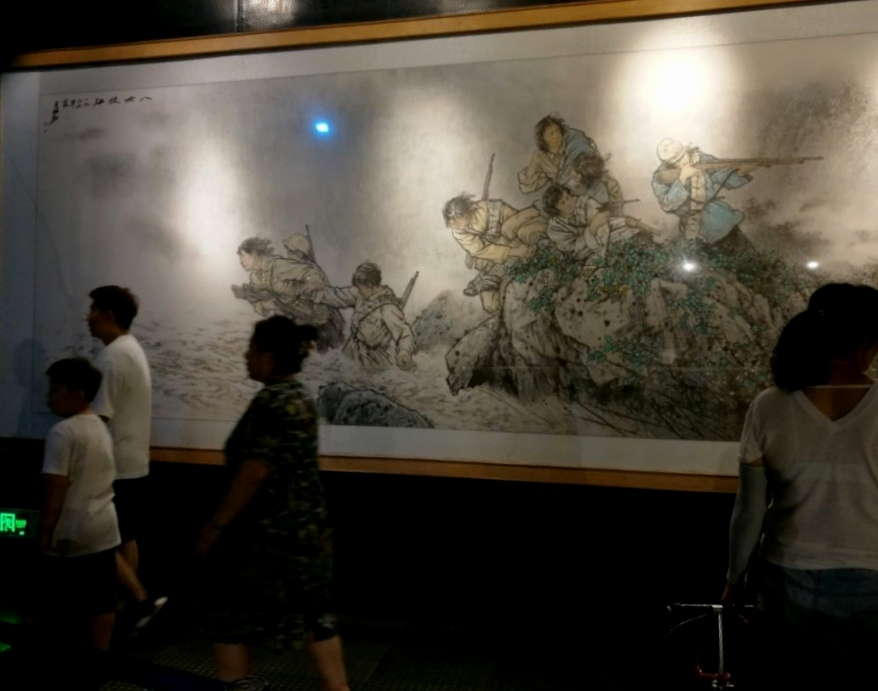
沈阳九一八历史博物馆展示的八女投江主题画作

1938年10月，东北抗日联军第2路军第5军妇女团的八名女戰士，面對日軍的進攻，在彈盡援絕的情況下，投入牡丹江的支流烏斯渾河而死，史稱八女投江。

## 历史

### 投河经过
八位女战士皆隶属于东北抗日联军第2路军下辖第5军妇女团。1937年冬，日本增兵满洲国，抗联处于最困难的时期。1938年，为冲出日伪军的包围圈，抗联开始“西征”。10月某日夜间，第5军第1师的百余人在乌斯浑河西岸宿营，准备天亮渡河。因生火取暖，被日军密探葛海禄发现。驻扎在此时日军，集结千余人的日伪军，对第5军战士形成包围。天亮时分，当第5军战士正准备渡过乌斯浑河时，日伪军发起进攻。冷云等八人为掩护大部队突围，主动吸引日伪军火力。在耗尽弹药的情况下，八人投入乌斯浑河，全部牺牲。两天后，突围的抗联战士在殉难地两里外的牡丹江河口找到五具遗体，就地安葬。后因乌斯浑河改道、牡丹江洪水，已无从查找安葬地。
冷云八人战斗、牺牲的地点在今黑龙江省牡丹江市林口县刁翎镇三家子屯附近柞木岗山下的乌斯浑河渡口。具体时间有六种说法，2000年后，于春芳等人考证的1938年10月20日得到普遍认可。相关纪念活动通常选择在10月20日举行。

### 事迹考证
八女投江的事迹最初见于抗联领导人周保中在1938年11月4日所记日记。
1948年，颜一烟开始创作以“八女投江”为题材的电影《中华女儿》。东北电影制片厂拍摄的这部电影在上映后取得了成功，获得1950年第5届卡罗维发利电影节自由斗争奖。
1962年，历史学者开始对这一史实进行专业研究。当时，东北烈士纪念馆在工作人员温野的申请下，“八女投江”史实调研被列入了东北烈士纪念馆的主要研究课题。通过温野等人的调查，明确八名女战士的名字和身世。同时，温野还找到误以为当时与女战士同时牺牲的第五军一师参谋金世峰。

## 人物资料
這8名牺牲的女戰士分別是：
| 姓名                     | 出生日期   | 职务       | 简介 | 备注 |
| ------------------------ | ---------- | ---------- | --- | ---- |
| 冷云，原名郑香芝、郑致民 | 1915年     | 大队指导员 | 黑龙江省桦川县悦来镇人。1934年，加入中国共产党。1937年与周维仁（原名吉乃臣）一同参加抗联，后结为夫妻。1938年初，丈夫周维仁牺牲。冷云牺牲后，女儿亦失去音信。                                             |      |
| 胡秀芝                   | 1918年     | 班长       | 生于黑龙江省林口县刁翎镇下马蹄村，中国共产党党员。 |      |
| 杨贵珍                   | 1920年11月 | 班长       | 生于黑龙江省林口县东柳树河子屯（现莲花乡东兴村）。早年丧母。17岁守寡，为逃避被婆家卖掉的命运，加入抗联，正式取名杨贵珍。中国共产党党员。父亲杨景春在1962年10月，才通过温野得知女儿是八女投江的英雄之一。 |      |
| 郭桂琴，乳名菊花         | 1922年     |            | 生于黑龙江省勃利县，寄居于林口县刁翎镇四合村四合屯姥爷家。1936年加入抗联。牺牲前与第五军教导团分队长冯文礼订婚。冯文礼六十多年后才得知郭桂琴牺牲。                                                       |      |
| 黄桂清                   | 1918年     | 战士       | 生于黑龙江省林口县刁翎镇南围子河西（现河心屯）。抗联堡垒户，全家参加抗日斗争。 |      |
| 王惠民                   | 1925年     |            | 父亲王希文，外号“王皮袄”，抗联第五军军部副官。12岁时，王惠民随父参加抗联，不久父亲牺牲。1938年投江牺牲时，年仅13岁。是八女投江中年龄最小的一个。                                                         |      |
| 安顺福                   | 1915年     | 被服厂厂长 | 生于黑龙江省穆棱县穆棱镇新安屯，朝鲜族，中国共产党党员。19岁加入抗联。丈夫朴德山为抗联第四军四团政委，牺牲于战场。                                                                                       |      |
| 李凤善                   | 1918年     | 战士       | 生于黑龙江省林口县龙爪镇。朝鲜族，牺牲时年仅20岁左右。 |      |

## 紀念
- 黑龍江省牡丹江市建有八女投江紀念碑

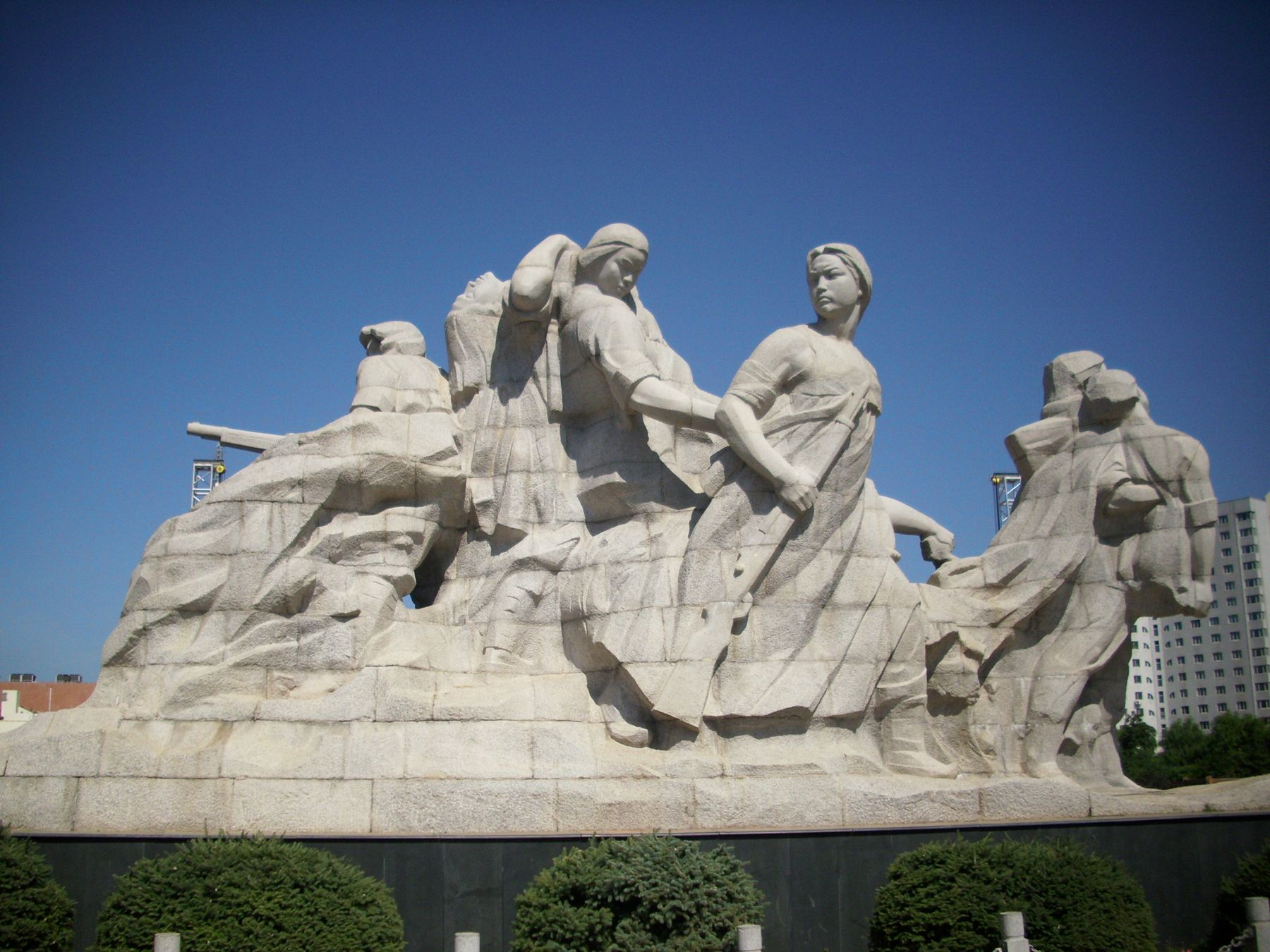
位于牡丹江市江滨公园的雕像“八女投江”，由前全国政协主席邓颖超题字

- 黑龍江省牡丹江市江濱公園建有八女投江英烈群雕
- 八女投江纪念地，1999年被黑龙江省人民政府列为第四批黑龙江省文物保护单位
- 2009年，八女投江被评为“100位為新中國成立作出突出貢獻的英雄模範人物”
- 2014年9月，被民政部公布为第一批300名著名抗日英烈和英雄群体名录

## 影視作品
- 1948年，导演凌子风拍摄电影《中华女儿》

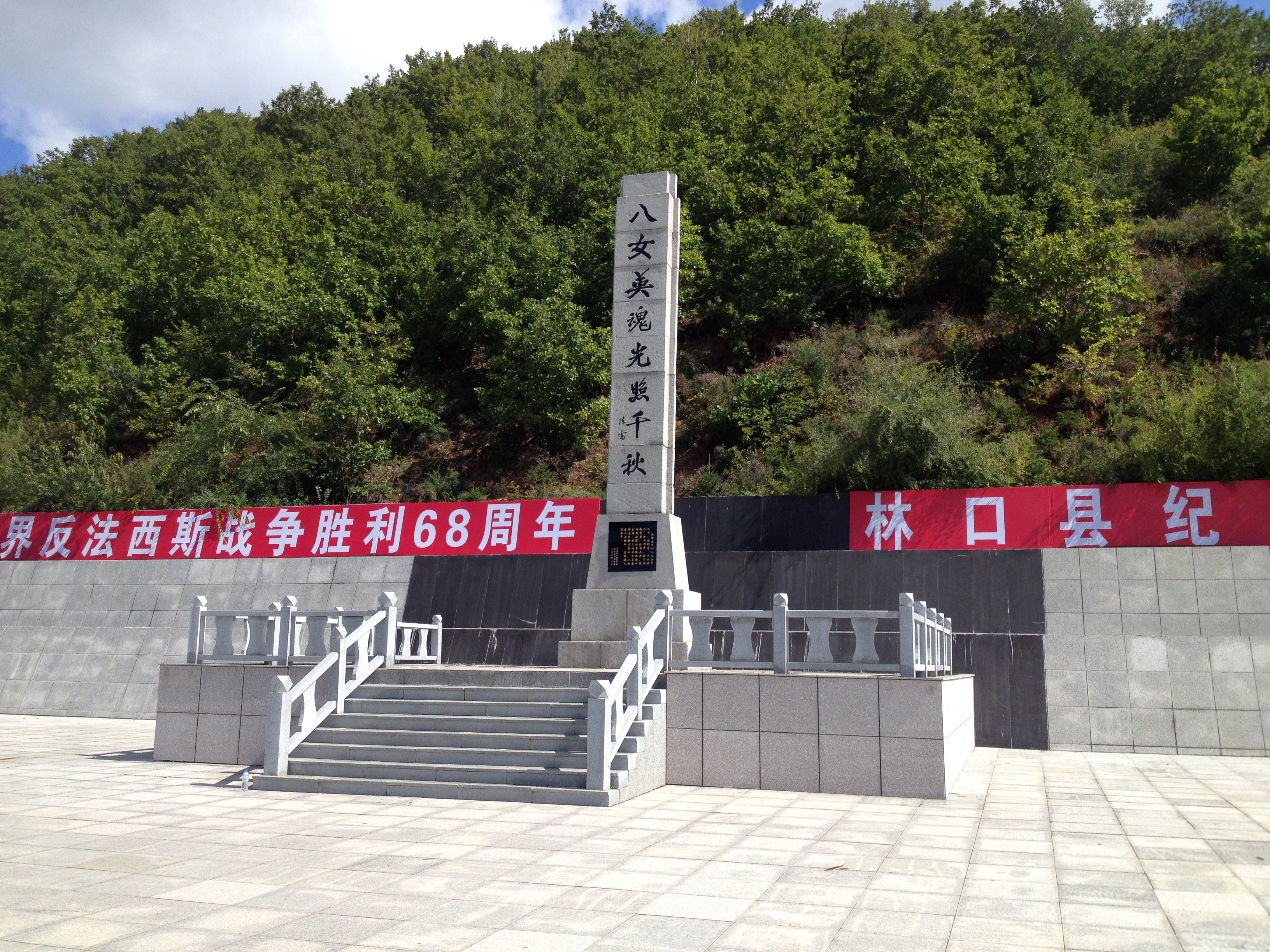
林口县的八女投江纪念碑

- 林口县的八女投江纪念碑1987年，導演楊光遠拍攝了同名電影《八女投江》。